# École du personnel navigant d’essais et de réception
École du personnel navigant d’essais et de réception (EPNER) är den franska testpilotskolan i Istres i Frankrike. EPNER har nära relation med tre andra skolor: Empire Test Pilots' School (ETPS), United States Air Force Test Pilot School (USAFTPS) och United States Naval Test Pilot Skola (USNTPS).
EPNER erbjuder utbildning för testpiloter, flygtestingenjörer, flygingenjörer och tekniker involverade i flygtester, samt flygledare som är involverade i flygtestledning.

## Framstående personer
- Jacqueline Auriol, en fransk flygare med ett flertal flygrekord